# Qapal
Qapal (en kazajo: Қапал) es una localidad kazaja del distrito de Aksu en la provincia de Jetisu situada a orillas del río Qapal.
Fue establecido como asentamiento en 1847 y hasta 1921 fue un uyezd del óblast de Semirechye, entonces parte del Imperio ruso.
De acuerdo con el censo de 2009 su población era de 3.869 habitantes.